# Mag Garden
Mag Garden (яп. マッグガーデン Маггу Га:дэн, TYO: 3720) — японское издательство, основанное в июне 2001 года. Изначально являлось дочерней компанией Enix (Square Enix), отвечающей за публикацию манги, но впоследствии превратилась в независимое издательство. 4 июля 2007 года было объявлено о слиянии Mag Garden и Production I.G в новую компанию под названием IG Port.

## Журналы манги

### Comic Blade Masamune

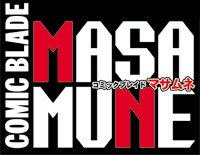
Логотип журнала Comic Blade Masamune.

Comic Blade Masamune (яп. コミックブレイド Masamune Комикку бурэйдо масамунэ) — журнал сёнэн-манги, выходивший дважды в месяц. Он был создан в декабре 2002 года. В этом издании публиковались такие авторы, как Дзита Ямада (Asatte no Houkou), Нини (Dragon Sister!), Маюми Адзума (Erementar Gerad -Ao no Senki-), Каили Сорано (Monochrome Factor), Кэндзи Сониси (Neko Ramen), Тотан Кобако (Sketchbook) и Кэйтаро Арима (Uribou). Периодически вместе с журналом выходило специальное приложение Comic Blade Wakizasi (яп. コミックブレイド WAKIZASI Комикку бурэйдо вакидзаси). 15 июня 2007 публикация была прекращена. Вместо Comic Blade Masamune стал выходить новый журнал — Comic Blade Avarus.

### Comic Blade Gunz
Comic Blade Gunz (яп. コミックブレイドGUNZ) — журнал сёнэн- и сэйнэн-манги, существовавший с ноября 2003 по июнь 2004 года. В июне он был объединён с Comic Blade Masamune.

### Comic Blade Zebel
Журнал сёдзё-манги Comic Blade Zebel (яп. コミックブレイドZEBEL) существовал с ноября 2004 по май 2007 года.

### Comic Avarus
Comic Avarus, ранее Comic Blade Avarus (яп. 月刊コミックブレイドアヴァルス гэккан комикку бурэйдо аварус) — ежемесячный журнал сёдзё-манги (для молодых девушек). Первый номер этого издания вышел 15 сентября 2007 года в качестве замены закрытому несколько месяцев назад журналу Comic Blade Masamune.

### Comic Blade Brownie
Comic Blade Brownie (яп. コミックブレイドブラウニー комикку бурэйдо бурауни) — специальное ежемесячное приложение к Comic Blade, в котором печатается сёнэн и сёдзё — манга для юношей и девушек. Первый номер издания вышел 10 декабря 2008 года. В этом издании публикуются авторы Comic Blade (Сатоми Кубо с Kagerou Nostalgia ~ Shin Shou и Маки Хакода с мангой R²), а также:
- 404 Not Found (Ая Сакамаки)
- Akumagari ~Uriel Gaiden~ (Сэйитиро Тодоно)
- docca (Ёситомо Ватанабэ)
- Ima, Naguri ni Yukimasu (Мояму Фудзино)
- Boukyaku no Cradle (Мояму Фудзино)
- Kodoku (сюжет — Мин Тисима, рисунок — Матико Муто)
- Kodoku Gaiden (Матико Муто)
- Kyoraku Legion (Рин Асано)
- Nobunaga Santo (Михо Такано)
- Rosetta Kara no Shoutaijou (сюжет — Нэко Асари, рисунок — Хадзимэ Сато)
- Susukaburi (Кэмури Каракара)